# Stazione di Asola
La stazione di Asola è una stazione ferroviaria della linea Brescia-Parma, a servizio dell'omonima città.

## Storia
I primi studi per la costruzione di una ferrovia che collegasse Brescia a Parma, transitando per Asola iniziarono nel 1860 e coinvolsero direttamente l'amministrazione comunale. Il progetto fu poi finanziato dalla legge 29 luglio 1879, n. 5002 all'interno del progetto Parma-Brescia-Iseo, considerato di terza categoria.
Nella prima metà degli anni Ottanta, il tracciato compreso fra Brescia e Piadena fu discusso ampiamente in sede politica. Il progetto redatto dalla Direzione Tecnica Governativa, diretta dall'ingegner Ludovico Galli, escludeva la cittadina asolana, mentre altri due tracciati, progettati in precedenza dagli ingegneri Mantegazza e Bendiscioli, prevedevano di servire Asola in due punti diversi rispetto al centro abitato: a oriente, nel cosiddetto tracciato "sulla sinistra del Chiese", e a occidente, in quello "a destra del Chiese". Il percorso effettivamente costruito fu una via di mezzo fra queste due ultime alternative: fu determinato dal Consiglio dei lavori pubblici nel gennaio 1887 e approvato dal Ministero, con apposito decreto, alla fine di novembre dello stesso anno.
I lavori di costruzione della linea ferroviaria furono suddivisi in tre lotti, due dei quali avevano come capotronco proprio la stazione asolana: quello proveniente da Piadena e quello diretto a Viadana. La costruzione del lotto Viadana-Asola risulta completata nel giugno 1892, mentre il tratto proveniente da Piadena era ancora in via di completamento. La ferrovia Piadena-San Zeno fu poi aperta al servizio pubblico il 1º agosto dell'anno seguente.
L'impianto fu affidato alla Rete Adriatica con esercizio svolto a cura della Società Meridionale, che svolse tale funzione fino al 1905, anno in cui la stazione passò alle neocostituite Ferrovie dello Stato (FS), cui subentrò, nel 2000, la società Rete Ferroviaria Italiana (RFI).
Nel 1951, la stazione fu coinvolta nel progetto della direttissima Milano-Mantova.
L'Apparato Centrale Elettrico a Itinerari (ACEI) di stazione fu attivato nel 1996.
Il 14 dicembre 2008, con l'attivazione del Dirigente Centrale Operativo fra le stazioni di San Zeno-Folzano e Piadena, l'impianto fu privato del Dirigente Movimento.
L'11 novembre 2023, contemporaneamente all'attivazione del Sistema Controllo Marcia Treno (SCMT) tra Visano e Piadena, fu eliminato il terzo binario, che era lungo 355 m.

## Strutture e impianti
Il fabbricato viaggiatori è formato da un corpo centrale, a pianta rettangolare e a due livelli fuori terra, e da due ali a un unico piano.
Il piazzale è dotato del binario di corsa e di quello di raddoppio, lungo 505 m. Entrambi sono adibiti al servizio viaggiatori e l'accesso da parte dell'utenza è garantito da altrettante banchine.
Lo scalo merci risulta dismesso e i binari tronchi rimossi. Il magazzino, le cui forme e dimensioni sono simili alle altre strutture presenti sulla Brescia-Parma, è impiegato come deposito per il materiale da utilizzare per i lavori di manutenzione della linea ferroviaria.

## Movimento
La stazione è servita dai treni regionali della relazione Brescia-Parma, eserciti da Trenord e cadenzati a frequenza oraria.

## Interscambi
Al momento dell'apertura al servizio pubblico, presso la stazione fu attivato un servizio di messaggerie a cavalli diretto alla stazione tranviaria di Montichiari sulla Brescia-Mantova-Ostiglia, passante anche per Carpenedolo.